# Invasión
Pour les articles homonymes, voir Invasion.
Pour plus de détails, voir Fiche technique et Distribution.
Invasión est un film poétique argentin réalisé par Hugo Santiago, sorti en 1969. Il flirte avec les genres policier et fantastique. Jorge Luis Borges et Adolfo Bioy Casares ont collaboré avec le réalisateur à l'écriture du scénario.

## Synopsis
1957 à Aquilea, une ville portuaire grise et usée (dont le plan est un assemblage de morceaux de Buenos Aires), où l'on aime le football, boit du maté et chante le tango. Don Porfirio, un vieux monsieur qui vit avec son chat noir Wenceslao N, dirige de fébriles opérations de résistance face à de mystérieux envahisseurs en costumes clairs, qui s'infiltrent dans la ville dans l'indifférence générale. Son but premier est de gagner du temps. Il envoie le groupe de Julián Herrera à la frontière Nord, pour détruire un camion contenant un poste émetteur.
Les résistants, des petits bourgeois mélancoliques, qui n'ont pas peur de la mort, obtiennent quelques succès mais sont tués les uns après les autres. Herrera commence à penser que la lutte est vaine et aspire à une vie normale avec sa fiancée Irene. Il ne sait pas que celle-ci travaille également pour don Porfirio : son équipe, celle du Sud, se prépare à prendre le relais.
« Invasión est la légende d'une ville, imaginaire ou réelle, assiégée par de puissants ennemis et défendue par quelques hommes qui, peut-être, ne sont pas des héros. Ils lutteront jusqu’à la fin, sans se douter que leur bataille est infinie. » Jorge Luis Borges

## Fiche technique
- Titre : Invasión
- Réalisation : Hugo Santiago
- Scénario : Jorge Luis Borges, Adolfo Bioy Casares et Hugo Santiago
- Production : Hugo Santiago
- Musique originale : Edgardo Cantón
  - "Milonga de Manuel Flores" : paroles de Jorge Luis Borges et musique d'Aníbal Troilo
- Photographie : Ricardo Aronovich
- Montage : Oscar Montauti
- Format : 1.33:1 - noir et blanc
- Langue : espagnol
- Dates de sortie : 
  - Argentine : 16 octobre 1969
  - France : 9 octobre 2002 (re-parution)

## Distribution
- Lautaro Murúa : Julián Herrera
- Olga Zubarry : Irene
- Juan Carlos Paz : Don Porfirio
- Martín Adjemián : Irala
- Daniel Fernández : Lebendiger
- Roberto Villanueva : Silva

## Carrière du film
Invasión est présenté dans plusieurs festivals internationaux : Quinzaine des Réalisateurs du Festival de Cannes 1969, Festivals de Locarno, Festival de Karlovy Vary... Il est acclamé par la critique, obtient 22 prix dont en Argentine le Condor d'argent du meilleur scénario, mais est boudé par le public.
En 1978, pendant la dictature argentine, huit bobines du négatif original sont volées à Buenos Aires. En 1999, Hugo Santiago et Ricardo Aronovich reconstruisent l'original à Paris, avec le soutien de Pierre-André Boutang.
En 2002, le film devenu culte ressort en Argentine (où Hugo Santiago fait l'objet d'une rétrospective lors du BAFICI), en France (où il est à l'honneur au Festival Biarritz Amérique latine), et aux États-Unis (où il est diffusé au MoMA). En 2008, le Musée d'Art latino-américain de Buenos Aires édite un double DVD du film en espagnol, français et anglais.

## Interprétation
Ce film conceptuel mêlant les genres, à l'esthétique élégante inspirée du film noir, au montage musical et au climat sonore inquiétant, a donné lieu à de nombreuses interprétations : quelle est cette invisible menace, qui sont ces mystérieux envahisseurs ?
L'indication initiale, « Aquilea 1959 », brouille les pistes : Invasión est un témoignage sans référent. Mais dès sa sortie, le film n'a cessé de se charger de sens, de déborder sur l’Histoire de l'Argentine. Beaucoup y ont vu une allégorie politique contre la menace fasciste ou impérialiste, trouvant des échos dans le Cordobazo et la lutte des Montoneros contre la dictature de Juan Carlos Onganía, voire dans la dictature militaire à venir.
De façon plus générale, le film évoque aussi la peur de l'étranger, de la nouveauté, de la modernité, de la perte des valeurs, de la dépersonnalisation. « Le sujet de ce film est le temps, quand il n'est plus l’Histoire. » Alain Touraine, juillet 1969

## Distinctions
Le film a été présenté à la Quinzaine des réalisateurs, en sélection parallèle du festival de Cannes 1969.